# Xılxına
Xılxına è un comune  dell'Azerbaigian situato nel distretto di Ağstafa. Conta una popolazione di 1 306 abitanti.